# Emma Sehested Høeg
Emma Sehested Høeg, née le 21 janvier 1994 à Copenhague, est une actrice danoise.
Elle a fait ses études à l'École nationale de théâtre du Danemark à Copenhague.

## Filmographie

### Cinéma
- 2005 : Far til fire - gi'r aldrig op! (da) : L'ami de Mie
- 2008 : Far til fire - på hjemmebane (da) : L'ami de Mie
- 2008 : Den du frygter (da) : Selma
- 2011 : Magi i luften (da) : Lina
- 2014 : Miraklet (da)
- 2014 : Les Enquêtes du département V : Profanation : La fille dans les bois
- 2017 : Sange i solen (da)
- 2019 : Mon ninja et moi : Jessica
- 2021 : Mon ninja et moi 2 : Jessica

### Télévision
- 2006 : Danni (da) : Danni
- 2013-2016 : Badehotellet (da) : Ella
- 2015 : Anton 90 (da) : Catherine
- 2018 : 29 : Simone
- 2020 : Skyld
- 2020 : Limboland
- 2022 : L'Orchestre : Elin

## Récompenses et distinctions
- 2023 : Robert de la meilleure actrice dans un second rôle dans une série télévisée (en)